# Cerkiew św. Michała Archanioła w Orli
Cerkiew pod wezwaniem św. Michała Archanioła – prawosławna cerkiew parafialna w Orli. Należy do dekanatu Bielsk Podlaski diecezji warszawsko-bielskiej Polskiego Autokefalicznego Kościoła Prawosławnego.
Świątynia znajduje się przy ulicy Kleszczelowskiej.

## Historia

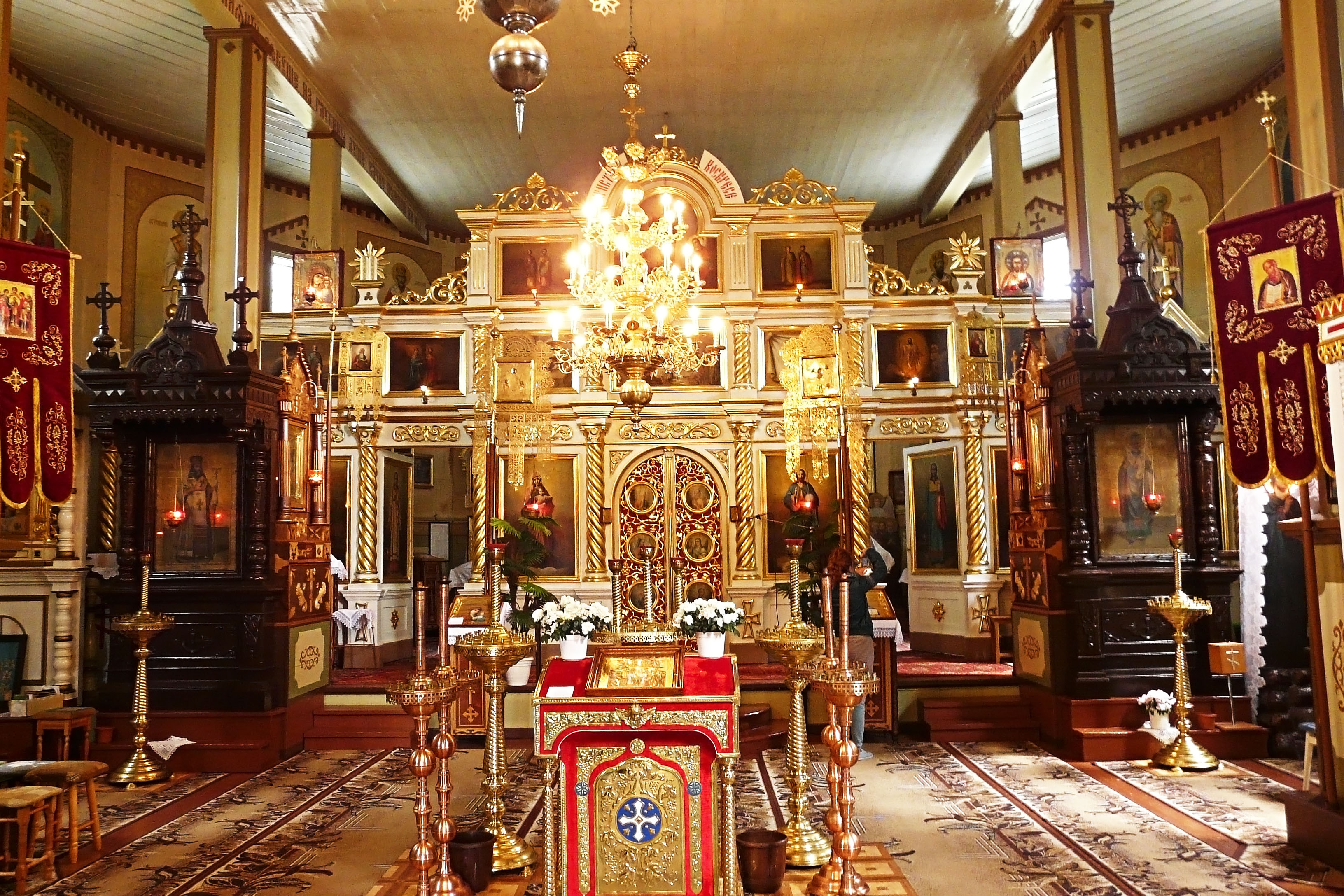
Wnętrze cerkwi

W 1512 ówczesny właściciel Orli Bohusz Bohowitynowicz ufundował w miejscowości dwie świątynie prawosławne. Jedna z nich poświęcona była Janowi Teologowi, a druga – Symeonowi Słupnikowi. Parafialna cerkiew św. Symeona Słupnika spłonęła w czasie wielkiego pożaru w 1794. Po pożarze w tym samym miejscu zbudowano cerkiew św. Michała Archanioła, wyświęconą w 1796.
Posiada konstrukcję zrębową, szalowaną. Część środkowa (nawowa) na planie ośmioboku, z dwiema niższymi panomarkami (zakrystiami) w części wschodniej, od zachodu pritwor (kruchta). Świątynia ma układ trójnawowy. W latach 1979–1981 cerkiew przeszła remont metodą anastylozy – została rozebrana i zrekonstruowana na nowych fundamentach.
Cerkiew wpisano do rejestru zabytków 26 października 1966 pod nr A-410.